# Communauté d'agglomération du Saint-Quentinois
La communauté d'agglomération du Saint-Quentinois , dite Agglomération du Saint-Quentinois, est une structure intercommunale française, située dans le département de l'Aisne en région Hauts-de-France.

## Historique
Dans le cadre des dispositions de la loi portant nouvelle organisation territoriale de la République du 7 août 2015, qui prévoit que les établissements publics de coopération intercommunale (EPCI) à fiscalité propre doivent avoir un minimum de 15 000 habitants, le Schéma départemental de coopération intercommunale de l'Aisne a prévu, par   amendement   de   la commission départementale de coopération intercommunale, la fusion de la petite communauté de communes du canton de Saint-Simon, qui n'atteignait pas le seuil de population  requis et de la communauté d'agglomération de Saint-Quentin.
Cette proposition de fusion était notamment motivée par le fait que ces deux intercommunalités faisaient partie de la même aire urbaine de  Saint-Quentin, le même bassin d'emploi, et dont les communes avaient de nombreux liens et partageaient la même ville-centre, Saint-Quentin.
Par un arrêté préfectoral du 15 décembre 2016 et après consultation des conseils municipaux et communautaires concernés, la communauté d'agglomération du Saint-Quentinois est ainsi créée au 1er janvier 2017 par la fusion de ces deux intercommunalités,,.

## Territoire communautaire

### Composition
La communauté d'agglomération est composée des 39 communes suivantes :

| Nom                      | Code Insee | Gentilé                    | Superficie (km2) | Population (dernière pop. légale) | Densité (hab./km2) |
| ------------------------ | ---------- | -------------------------- | ---------------- | --------------------------------- | ------------------ |
| Saint-Quentin (siège)    | 02691      | Saint-Quentinois           | 22,56            | 52 995 (2022)                     | 2 349              |
| Annois                   | 02019      | Alnetuns                   | 5,9              | 352 (2022)                        | 60                 |
| Artemps                  | 02025      | Artempois                  | 6,31             | 363 (2022)                        | 58                 |
| Aubigny-aux-Kaisnes      | 02032      | Aubinois                   | 3,72             | 239 (2022)                        | 64                 |
| Bray-Saint-Christophe    | 02117      | Brayois                    | 2,88             | 65 (2022)                         | 23                 |
| Castres                  | 02142      | Castrais                   | 5,71             | 247 (2022)                        | 43                 |
| Clastres                 | 02199      | Clastrois                  | 8,24             | 590 (2022)                        | 72                 |
| Contescourt              | 02214      | Contescourtois             | 3,42             | 61 (2022)                         | 18                 |
| Cugny                    | 02246      | Caviniens                  | 9,4              | 605 (2022)                        | 64                 |
| Dallon                   | 02257      | Dallonois                  | 5,81             | 431 (2022)                        | 74                 |
| Dury                     | 02273      | Duryens                    | 7,74             | 194 (2022)                        | 25                 |
| Essigny-le-Petit         | 02288      | Essignyacois               | 4,53             | 351 (2022)                        | 77                 |
| Fayet                    | 02303      | Fayetois                   | 5,86             | 711 (2022)                        | 121                |
| Fieulaine                | 02310      | Fieulainois                | 7,74             | 249 (2022)                        | 32                 |
| Flavy-le-Martel          | 02315      | Flaviens                   | 12,83            | 1 698 (2022)                      | 132                |
| Fonsomme                 | 02319      | Fonsommois                 | 9,6              | 517 (2022)                        | 54                 |
| Fontaine-lès-Clercs      | 02320      | Fontainois ou Clerfontains | 5,33             | 230 (2022)                        | 43                 |
| Fontaine-Notre-Dame      | 02322      | Fontenois                  | 11,9             | 379 (2022)                        | 32                 |
| Gauchy                   | 02340      | Gasiaquois                 | 6,24             | 5 197 (2022)                      | 833                |
| Grugies                  | 02359      | Grugeois                   | 5,08             | 1 248 (2022)                      | 246                |
| Happencourt              | 02367      | Happencourtois             | 5,18             | 176 (2022)                        | 34                 |
| Harly                    | 02371      | Harlysiens                 | 3,76             | 1 563 (2022)                      | 416                |
| Homblières               | 02383      | Hombliérois                | 14,29            | 1 425 (2022)                      | 100                |
| Jussy                    | 02397      | Jussiens                   | 13,37            | 1 186 (2022)                      | 89                 |
| Lesdins                  | 02420      | Lesdinois                  | 10,63            | 808 (2022)                        | 76                 |
| Marcy                    | 02459      | Marcillansois              | 7,3              | 152 (2022)                        | 21                 |
| Mesnil-Saint-Laurent     | 02481      | Mesnillois                 | 5,45             | 450 (2022)                        | 83                 |
| Montescourt-Lizerolles   | 02504      | Montescourtois             | 6,29             | 1 619 (2022)                      | 257                |
| Morcourt                 | 02525      | Morcourtois                | 6,07             | 545 (2022)                        | 90                 |
| Neuville-Saint-Amand     | 02549      | Neuvillois                 | 8,26             | 857 (2022)                        | 104                |
| Ollezy                   | 02570      | Olleziens                  | 5,31             | 169 (2022)                        | 32                 |
| Omissy                   | 02571      | Ulmissiens                 | 7,09             | 679 (2022)                        | 96                 |
| Remaucourt               | 02637      | Remaucourtois              | 6,35             | 278 (2022)                        | 44                 |
| Rouvroy                  | 02659      | Rouvroysiens               | 5,05             | 507 (2022)                        | 100                |
| Saint-Simon              | 02694      | Saint-Simonais             | 6,34             | 598 (2022)                        | 94                 |
| Seraucourt-le-Grand      | 02710      | Seraucourtois              | 10,56            | 714 (2022)                        | 68                 |
| Sommette-Eaucourt        | 02726      | Sommetois ou Éaucourtois   | 6,28             | 177 (2022)                        | 28                 |
| Tugny-et-Pont            | 02752      | Tugnypontois               | 5,89             | 283 (2022)                        | 48                 |
| Villers-Saint-Christophe | 02815      | Villerois                  | 8,99             | 419 (2022)                        | 47                 |

### Démographie
| 1968   | 1975   | 1982   | 1990   | 1999   | 2010   | 2015   | 2021   |
| ------ | ------ | ------ | ------ | ------ | ------ | ------ | ------ |
| 86 480 | 91 400 | 89 121 | 87 569 | 85 389 | 83 008 | 82 743 | 79 401 |

## Organisation

### Siège
Le siège de l'Agglomération du Saint-Quentinois est situé à Saint-Quentin, 58 boulevard Victor-Hugo,.

### Les élus
La communauté de communes est administrée par un conseil communautaire composé en 2020 de 76 membres représentant chacune des communes membres, et élus pour la durée du mandat municipal. Ils sont répartis en 2020 comme suit, sensiblement en fonction de la population de chaque commune :

- 36 élus pour Saint-Quentin ;

- 3 élus pour Gauchy ;

- 1 élu (+ 1 suppléant) par commune pour les 37 autres.
À la suite du renouvellement intervenu lors des élections municipales de 2020, le conseil communautaire du 10 juillet 2020 a élu, pour le mandat 2020-2026, sa présidente, Frédérique Macarez, maire de Saint-Quentin et désigné ses 15 vice-présidents qui sont, : 
1. Jérôme Leclercq, maire de Fieulaine, chargé du cycle de l'eau et du développement rural.
2. Virginie Ardaens, maire de Fayet, chargée de l'enseignement supérieur et de la stratégie robonumérique.
3. Jean-Marc Weber, maire de Gauchy, chargé de l'économie circulaire et des équipements de valorisation REV3.
4. Michel Bono, maire de Cugny, chargé des événements de promotion du territoire.
5. Agnès Potel, conseillère municipale de Saint-Quentin, chargée des politiques de développement durable et de l'environnement.
6. Xavier Bertrand, conseiller municipal de Saint-Quentin et président du conseil régional des Hauts-de-France, chargé de la protection de la Biodiversité des territoires et du développement du Parc d'Isle-Jacques Braconnier.
7. Christian Moiret, maire de Mesnil-Saint-Laurent, chargé des relations avec les entreprises
8. Colette Blériot, conseillère départementale et conseillère municipale de Saint-Quentin, chargée de l’Artisanat et des TPE.
9. Jean-Michel Bertonnet, premier maire-adjoint de Gauchy, chargé du patrimoine communautaire, et de la politique de l'emploi.
10. Sylvain Van Heeswyck, maire d'Aubigny-aux-Kaisnes, chargé de la cohésion communautaire.
11. Freddy Grzeziczak, conseiller départemental et maire-adjoint de Saint-Quentin, chargé de la politique de l'habitat.
12. Dominique Fernande, conseiller municipal de Saint-Quentin, chargé des Mobilités.
13. Stéphane Linier, maire de Montescourt-Lizerolles, chargé des projets du domaine fluvial : perspectives du CSNE, port de plaisance et tourisme fluvestre.
14. Philippe Vignon, conseiller municipal de Saint-Quentin, chargé de la politique de la ville, de la prévention de la récidive.
15. Luc Collier, maire-adjoint de Gauchy, chargé de l'organisation de l'espace communautaire.

Ils forment ensemble l'exécutif de l'intercommunalité pour le mandat 2020-2026.

### Liste des présidents
| Période         | Période                       | Identité           | Étiquette   | Qualité |
| --------------- | ----------------------------- | ------------------ | ----------- | --- |
| 16 janvier 2016 | 10 juillet 2020               | Xavier Bertrand    | LR puis DVD | Agent d'assurance Maire (2010 → 2015) puis conseiller municipal de Saint-Quentin Président de l'ex-Communauté d'agglomération de Saint-Quentin (2014 → 2016) Conseiller régional des Hauts-de-France (2015 → ) Président du conseil régional des Hauts-de-France (2015 → ) |
| 10 juillet 2020 | En cours (au 12 octobre 2021) | Frédérique Macarez | LR          | Maire de Saint-Quentin (2016 → ) Conseillère régionale des Hauts-de-France (2021 → ) |

### Compétences
L'intercommunalité exerce des compétences qui lui sont transférées  par les communes membres dans les conditions déterminées par le code général des collectivités territoriales. Il s'agit de :
- Au titre des compétences obligatoires :
  - Le développement économique ;
  - L'aménagement de l’espace communautaire ;
  - L'équilibre social de l’habitat ;
  - La politique de la ville ;
  - La gestion des milieux aquatiques et prévention des inondations ;
  - L'accueil des gens du voyage ;
  - La collecte et traitement des déchets des ménages et déchets assimilés ;
  - L'eau ;
  - L'assainissement des eaux usées ;
  - La gestion des eaux pluviales urbaines.

- Au titre des compétences optionnelles : 
  - La création, l'aménagement et l'entretien des voiries d'intérêt communautaire ;
  - La protection et mise en valeur de l’environnement et du cadre de vie ;
  - La construction, l'aménagement, l'entretien et  la gestion d'équipements culturels et sportifs d'intérêt communautaire ;

- Au titre des compétences facultatives :
  - La définition, la création et la réalisation d'opérations d'aménagement ;
  - L'organisation d'accueil de loisirs ;
  - La gestion du site de la réserve naturelle des marais d'Isle ;
  - Le parc d'Isle ;
  - La valorisation et l'entretien des sentiers de randonnée ;
  - L'urbanisme ;
  - L'enseignement supérieur ;
  - La mise en œuvre d'actions dans le domaine de la prévention des risques et des menaces sur le territoire ;
  - Les jumelages ;
  - La participation aux missions d'accompagnement vers l'emploi et de financement du groupement d'intérêt public de la Maison de l'Emploi et de la Formation ;
  - La lutte contre les agents occasionnant des nuisances ;
  - La vidéoprotection.

### Effectifs
Pour mettre en œuvre ses compétences, la communauté d'agglomération du Saint-Quentinois emploie plus de 600 agents[Quand ?] qui travaillent au service du territoire et de plus de 85 000 habitants.

### Régime fiscal et budget
La communauté d'agglomération est un établissement public de coopération intercommunale à fiscalité propre.
Afin de financer l'exercice de ses compétences, l'intercommunalité perçoit, comme toutes les communautés d'agglomération, la fiscalité professionnelle unique (FPU) – qui a succédé à la taxe professionnelle unique (TPU) – et assure une péréquation de ressources.
Elle collecte également la taxe d'enlèvement des ordures ménagères (TEOM), qui finance ce service public.
Elle ne reverse pas de dotation de solidarité communautaire (DSC) à ses communes membres.

## Projets et réalisations
En 2017, la communauté d'agglomération crée un "fond de concours", destiné à soutenir les communes rurales de moins de 10 000 habitants. En 5 ans, celui-ci a permis la réalisation de 42 projets sur 27 communes, pour 345 692€ de subventions au total. Ces projets s'inscrivent dans des domaines variés: on y trouve aussi bien l'installation d'une aire de jeu à Remaucourt, que l'aménagement d'un terrain de boules à Annois, ou encore que de la réfection de l'éclairage public de la rue des Brûles à Tugny-et-Pont.
L'agglomération du Saint-Quentinois travaille également à la reconversion d'une ancienne friche industrielle en Éco-Quartier, qui portera le nom du maréchal Juin. Les premiers travaux d'aménagement ont commencé en 2021, après quatre ans de nettoyage de la friche (désamiantage, dépollution...). Le budget prévisionel est de 16 millions d'euros.
Un autre grand projet est celui de l'aménagement du parvis de la Basilique. Ce dernier nécessite des fouilles archéologique, entreprises en 2022. Depuis 2023, les travaux d'aménagement à proprement parler ont commencé: ils incluent la création, sur 15 400m², d'un parking, d'espaces verts, et d'espaces piétons.